# Lavau (Yonne)
Lavau é uma comuna francesa na região administrativa de Borgonha-Franco-Condado, no departamento de Yonne. Estende-se por uma área de 56,29 km². Em 2010 a comuna tinha 470 habitantes (densidade: 8,3 hab./km²).